# Societat Filharmònica de Barcelona
La Societat Filharmònica de Barcelona fou una associació musical barcelonina fundada l'any 1897. La seva vida fou de només 10 anys i va ser impulsada especialment pel músic belga Mathieu Crickboom.
La seva fundació fou una conseqüència directa de la desfeta de la Societat Catalana de Concerts, i molts dels seus músics passaren a formar part de la nova societat. Fou obligada per les circumstàncies econòmiques a centrar-se en el repertori de cambra.
A la seva acadèmia de música hi estudià el futur violinista i compositor Joan Costa i Casals.